# 木村敏
木村 敏（きむら びん、1931年2月15日 - 2021年8月4日）は、日本の医学者・精神科医。位階は従四位。専門は精神病理学。河合文化教育研究所所長。学位は、医学博士（京都大学・論文博士・1964年）。京都大学名誉教授。元名古屋市立大学医学部教授。元日本精神病理学会理事長。
人間存在を探究し、「あいだ」を基軸とする独自の人間学を構築して、国内外に影響を与える。著書に『自己・あいだ・時間』(1981年)、『関係としての自己』(2005年)などがある。

## 来歴
1931年、朝鮮慶尚南道生まれ。旧制岐阜県斐太中学校、三高を経て、1955年に京都大学医学部卒業。1964年、京都大学より医学博士の学位を取得。
ミュンヘン大学精神科（1961 - 1963）。
ハイデルベルク大学精神科（1969 - 1971）。
1974年、名古屋市立大学医学部教授。
1986年、京都大学医学部教授。
1994年に京都大学を定年退官、名誉教授。
その後は河合文化教育研究所主任研究員、京都博愛会病院顧問、龍谷大学国際文化学部教授を歴任し、2001年に龍谷大学を退任。
2004年立命館大学文学部客員教授、2006年退任。2008年に河合文化教育研究所所長となる。
2021年8月4日、老衰のため死去。90歳没。死没日をもって従四位に叙され、瑞宝中綬章を追贈される。

## 人物
笠原嘉、中井久夫、宮本忠雄、安永浩らと共に日本の精神病理学第2世代を代表する人物である。
処女論文「離人症の現象学」はミュンヘン留学中に書かれ、『ネルフェンアルツト』に掲載され、これによって木村の仕事はまずヨーロッパで注目を浴びた。
その後「あいだ」を軸にした独自の自己論を展開して国内外に大きな影響を与えてきたが、その後環境に相即する身体主体を唱えて生命論へとその研究の射程をのばした。
人間の心理的時間感覚を「祭りの前（アンテ・フェストゥム）」「祭りの後（ポスト・フェストゥム）」「祭りの最中（イントラ・フェストゥム）」の三つに分類し、現代思想界から注目された。
「祭りの前」が統合失調症的、「祭りの後」が躁うつ病的、「祭りの最中」がてんかん的と考察された。
2000年より2018年まで、木村が開催を提唱した河合臨床哲学シンポジウムが精神科医と哲学者を招いて開催されていた。
西洋音楽にも造詣が深く、ピアノを弾いた。学生時代に香川県の毎日新聞主催の音楽コンクールのピアノ部門で1位をとったこともある（『精神医学から臨床哲学へ』）。
弟の木村淳は、京都大学名誉教授、アイオワ大学教授、国際臨床生理学会・世界神経学会理事長。
息子の木村元はクラシック音楽書編集者で、出版社アルテスパブリッシング代表取締役。

## 受賞歴
- 1981年 西ドイツよりシーボルト賞[1][2]
- 1985年 スイス・エグネール財団よりエグネール賞[1][2]
- 1999年 国際哲学・精神医学学会表彰（フランス・ニース）
- 2003年 和辻哲郎文化賞を『木村敏著作集第7巻・臨床哲学論文集』で受賞[1][2]
- 2010年 「精神医学から臨床哲学へ」で毎日出版文化賞

## 学会
- 日本精神病理学会元理事長、名誉会員[6]

| 学職 | 学職                                   | 学職                          |
| ---- | -------------------------------------- | ----------------------------- |
| 先代 | 日本精神病理学会理事長 1992年 - 2001年 | 次代 松本雅彦 2002年 - 2004年 |

## 著書
- 『自覚の精神病理 自分ということ』（紀伊国屋新書） 1970  ISBN 978-4314002059
  - のち改題新編『自分ということ』（第三文明社、レグルス文庫） 1983　ISBN 978-4476011470
  - のち新版（ちくま学芸文庫） 2008　ISBN 978-4480091444
- 『人と人との間 精神病理学的日本論』（弘文堂） 1972　ISBN 978-4335650086
  - のち新編（ちくま学芸文庫、清水健信解説） 2025　ISBN 978-4480512932
- 『異常の構造』（講談社現代新書） 1973　ISBN 978-4061157316
  - のち新版（講談社学術文庫、渡辺哲夫解説） 2022　ISBN 978-4065289457
- 『分裂病の現象学』（弘文堂） 1975　ISBN 978-4335650109
  - のち新編（ちくま学芸文庫） 2012　ISBN 978-4480094971
- 『自己・あいだ・時間 - 現象学的精神病理学』（弘文堂） 1981.10　ISBN 978-4335650383
  - のち新版（ちくま学芸文庫） 2006　ISBN 978-4480089694
- 『時間と自己』（中公新書） 1982.11　ISBN 978-4121006745
- 『直接性の病理』（弘文堂） 1986.2　ISBN 978-4335650581
- 『人と人とのあいだの病理』（河合ブックレット） 1987.12　ISBN 978-4879999108
- 『あいだ』（弘文堂） 1988　ISBN 978-4335100161
  - のち新版（ちくま学芸文庫） 2005　ISBN 978-4480089342
- 『分裂病と他者』（弘文堂） 1990.11　ISBN 978-4335650741
  - のち新版（ちくま学芸文庫） 2007　ISBN 978-4480090898
- 『形なきものの形 音楽・ことば・精神医学』（弘文堂） 1991.6　ISBN 978-4335650772
- 『生命のかたち / かたちの生命』（青土社） 1992.7　ISBN 978-4791762163
- 『偶然性の精神病理』（岩波書店） 1994.1　ISBN 978-4000004428
  - のち新版（岩波現代文庫） 2000　ISBN 978-4006000103
- 『心の病理を考える』（岩波新書） 1994.11　ISBN 978-4004303596
- 『からだ・こころ・生命』（河合ブックレット） 1997.9　ISBN 978-4879999283
  - のち新編（講談社学術文庫） 2015　ISBN 978-4062923248
- 『分裂病の詩と真実』（河合文化教育研究所） 1998.7　ISBN 978-4879999962
- 「木村敏著作集」全8巻（弘文堂） 2001

1. 『初期自己論・分裂病論』 2001.4
2. 『時間と他者 / アンテ・フェストゥム論』 2001.5
3. 『躁鬱病と文化 / ポスト・フェストゥム論』 2001.6
4. 『直接性と生命 / イントラ・フェストゥム論』 2001.7
5. 『精神医学論文集』 2001.9
6. 『反科学的主体論の歩み』 2001.9
7. 『臨床哲学論文集』 2001.10
8. 『形なきものの形を求めて』 2001.11

- 『関係としての自己』（みすず書房） 2005.4　ISBN 978-4622071440
- 『精神医学から臨床哲学へ』（ミネルヴァ書房、シリーズ「自伝」） 2010.4　ISBN 978-4623057511
- 『臨床哲学講義』（創元社） 2012.6　ISBN 978-4422115306
- 『あいだと生命 臨床哲学論文集』（創元社） 2014.11　ISBN 978-4422115382

### 共編著
- 『分裂病の精神病理3』（東京大学出版会） 1974
- 『てんかんの人間学』（東京大学出版会） 1980.8
- 『躁うつ病の精神病理4』（弘文堂） 1981.6
- 『私は本当に私なのか 自己論講義』（金井美恵子対談、朝日出版社、Lecture books） 1983
- 『文化における〈自然〉- 哲学と科学のあいだ』（芦津丈夫, 大橋良介共編、人文書院、日独文化研究所シンポジウム） 1996、新装版 2006
- 『生命の文化論』（芦津丈夫, 大橋良介共編、人文書院、日独文化研究所シンポジウム） 2003.10
- 『生命と現実 木村敏との対話』（檜垣立哉聞き手、河出書房新社） 2006.10、新装版 2017.2
- 『文化における〈歴史〉』（芦津丈夫, 大橋良介, 高橋義人共編、人文書院、日独文化研究所シンポジウム） 2006
- 『文化における〈時間〉』（大橋良介, 高橋義人, 谷徹共編、日独文化研究所、日独文化研究所シンポジウム） 2010
- 『臨床哲学の知 臨床としての精神病理学のために』（聞き手今野哲男、洋泉社） 2008.10、言視舎 2017.4
- 『木村敏対談集1 臨床哲学対話 いのちの臨床』（青土社） 2017.4
- 『木村敏対談集2 臨床哲学対話 あいだの哲学』（青土社） 2017.7

## 翻訳
- 『ベートーヴェンのピアノソナタ』（エドヴィン・フィッシャー、佐野利勝共訳、みすず書房） 1958
- 『精神分裂病』第1・2（ルートヴィヒ・ビンスワンガー、新海安彦, 宮本忠雄共訳、みすず書房） 1960 - 1961、のち新版 2001
- 『識られざる神』（フランクル、佐野利勝共訳、みすず書房、フランクル著作集7） 1962、のち新版 2002、2016
- 『脳波学入門 その理論と実際』（ヨハン・クーグラー、菊知竜雄共訳、文光堂） 1965
- 『音楽と言語 ミサの作曲に示される西洋音楽のあゆみ』（T・G・ゲオルギアーデス、音楽之友社） 1966、のち講談社学術文庫 1994
- 『現象学的人間学 講演と論文1』（ビンスワンガー、荻野恒一, 宮本忠雄共訳、みすず書房） 1967
- 『メランコリー』（フーベルトゥス・テレンバッハ、みすず書房） 1978.6
- 『自明性の喪失 分裂病の現象学』（W・ブランケンブルグ、みすず書房） 1978.7
- 『ツォリコーン・ゼミナール』（ハイデッガー, メダルト・ボス編、村本詔司共訳 みすず書房） 1991.9、のち新版 1997

### ヴィクトーア・フォン・ヴァイツゼッカー
- 『ゲシュタルトクライス 知覚と運動の一元論』（V・v・ヴァイツゼッカー、浜中淑彦共訳、みすず書房） 1975、のち改題新版『ゲシュタルトクライス 知覚と運動の人間学』 1997、ほか
- 『病因論研究 心身相関の医学』（V・v・ヴァイツゼッカー、大原貢共訳、講談社学術文庫） 1994.9
- 『生命と主体 ゲシュタルトと時間 / アノニューマ』（ヴィクトーア・フォン・ヴァイツゼッカー、人文書院） 1995.5
- 『病いと人 医学的人間学入門』（ヴィクトーア・フォン・ヴァイツゼッカー、新曜社） 2000.4
- 『パトゾフィー』（ヴィクトーア・フォン・ヴァイツゼッカー、みすず書房） 2010

## 関連人物
- 笠原嘉
- 中井久夫
- 宮本忠雄
- 安永浩
- 土居健郎
- 河合隼雄